# Таміна Снука
Сарона Моана-Марі Рейхер Снука (англ. Sarona Moana-Marie Reiher Snuka, нар. 10 січня 1978) — професійна американська реслерка, яка зараз виступає у WWE під ім'ям Таміна. Дочка члена Залу Слави WWE Джиммі Снука і молодша сестра реслера Сіма Снука.

## Кар'єра в реслінгу

### Чемпіонат Флориди (2009—2011)

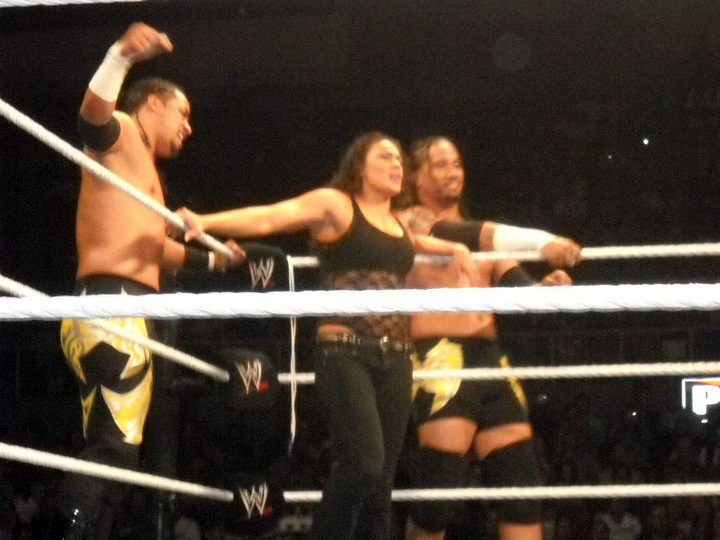
Таміна з братами Усо рік 2010

26 грудня 2009 на офіційному твіттері WWE було оголошено, що компанія підписала контракт з Рейхер. Її відправили в регіональне відділення Florida Championship Wrestling, де вона мала тренуватися і набиратися досвіду. Там вона стала менеджеркою братів Усо, а в сольних виступах завоювала титул чемпіона дів FCW. 24 травня 2010 року Рейхер дебютувала на бренді RAW під ім'ям Таміна. Цього дня разом з братами Джеєм та Джиммі Усо вона атакувала об'єднаних командних чемпіонів Династію Харт. Наступного тижня 31 травня Усос і Таміна представили себе публіці і заявили, що Династія Харт опинилися не в тому місці не в той час.

### Чемпіонат дів (2011—2013)

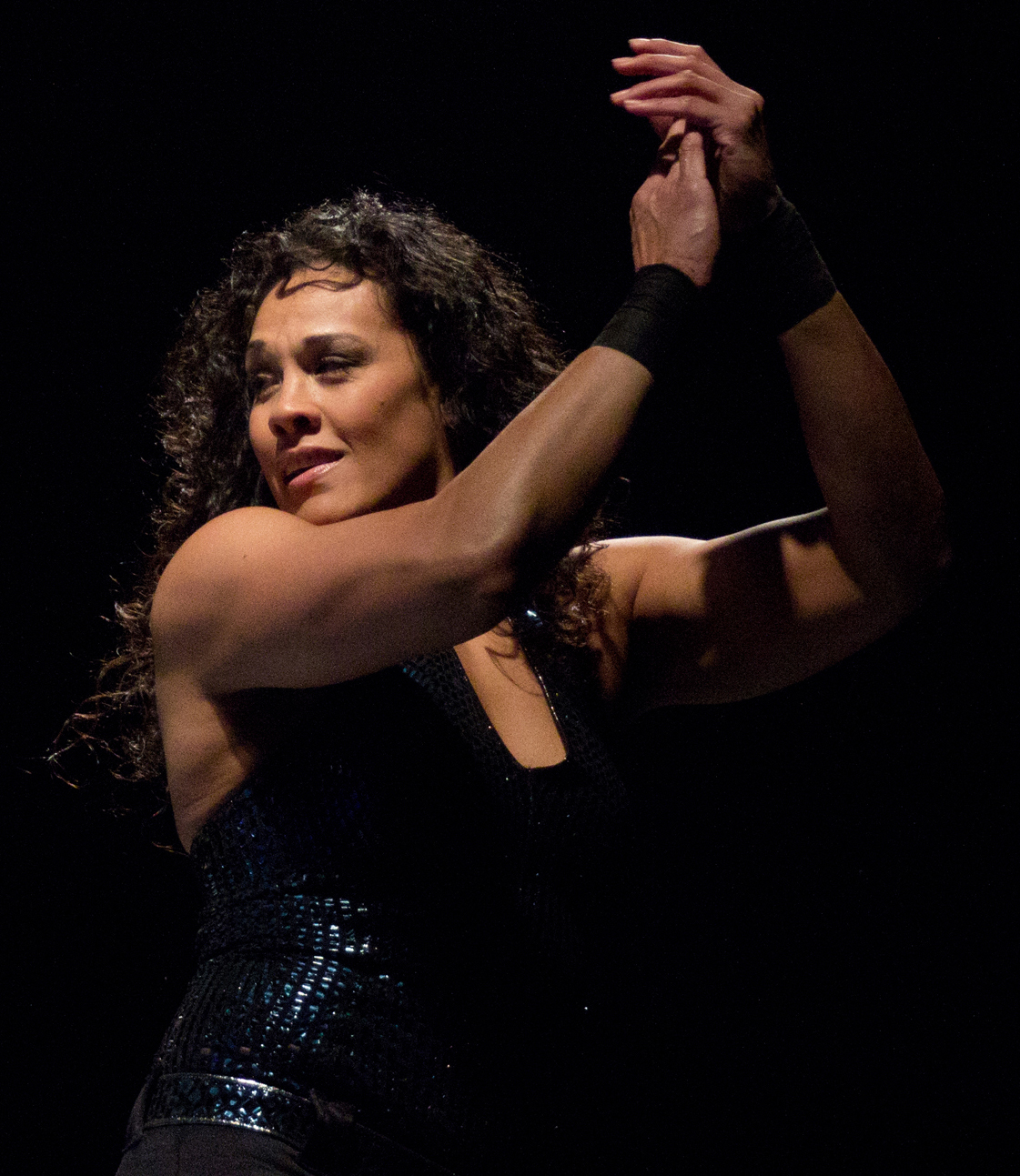
Таміна на WWE рік 2012

Після приєднання до SmackDown Таміна дебютувала як негідниця 27 травня 2011 року, об'єднавшись з Алісією Фокс, щоб перемогти команду AJ і Кейтлін, яких супроводжувала їх наставниця Наталья. Через тиждень Таміна і Фокс знову подолали AJ і Кейтлін, коли Таміна притисла AJ. 13 червня в епізоді Superstars Таміна Снука, Алісія Фокс і Роза Мендес програли команді AJ, Кейтлін та Наталії. Пізніше Таміна з'явилася в 5-му сезоні NXT Redemption, дебютувавши в епізоді 26 жовтня проти Кейтлін. Також Таміна розпочала відносини із JTG, ставши його камердинеркою, вона супроводжувала його на матч NXT Redemption проти Джиммі Усо, де JTG програв. Станом на 30 грудня в епізоді SmackDown Таміна спільно з Наталією боролися проти Кейтлін та Алісії Фокс, де Таміла повернулася проти Натальї, атакувавши її, почавши між ними ворожнечу. Через два тижні Таміна перемогла Наталью в одиночному поєдинку. 20 лютого на чемпіонаті WWE Divas Таміна врятувала Алісію Фокс від атаки чемпіонки Бет Фенікс. Пізніше Таміна Снука викликала Бет Фенікс на поєдинок за її титул, але програла. 25 квітня в програмі NXT Redemption Снука і Кейтлін перемогли команду Максін і Натальї. Пізніше Снука спільно з Кейтлін та Лайлою перемогли команду Бет фенікс, Натальї та Єви Торес. А три дні по тому Снука перемогла Кейтлін в одиночному поєдинку. Станом на 20 серпня на одному зі змагань Таміна нелише зазнала невдачу, але й отримала травму спини, після чого деякий час не виходила на ринг. Після трьох місяців відпочинку Снука повернувся 18 листопада з'явившись на святі Survivor Series втрутившись у поєдинок Віккі Гареро та Ей Джей напавши на останню. 17 лютого 2013 року Таміна невдало кинула виклик Кейтлін, а 5 червня отримала поразку від Пейдж у першому раунді турніру жіночого чемпіонату WWE NXT.

### Охоронниця Ей Джей (2013—2014)

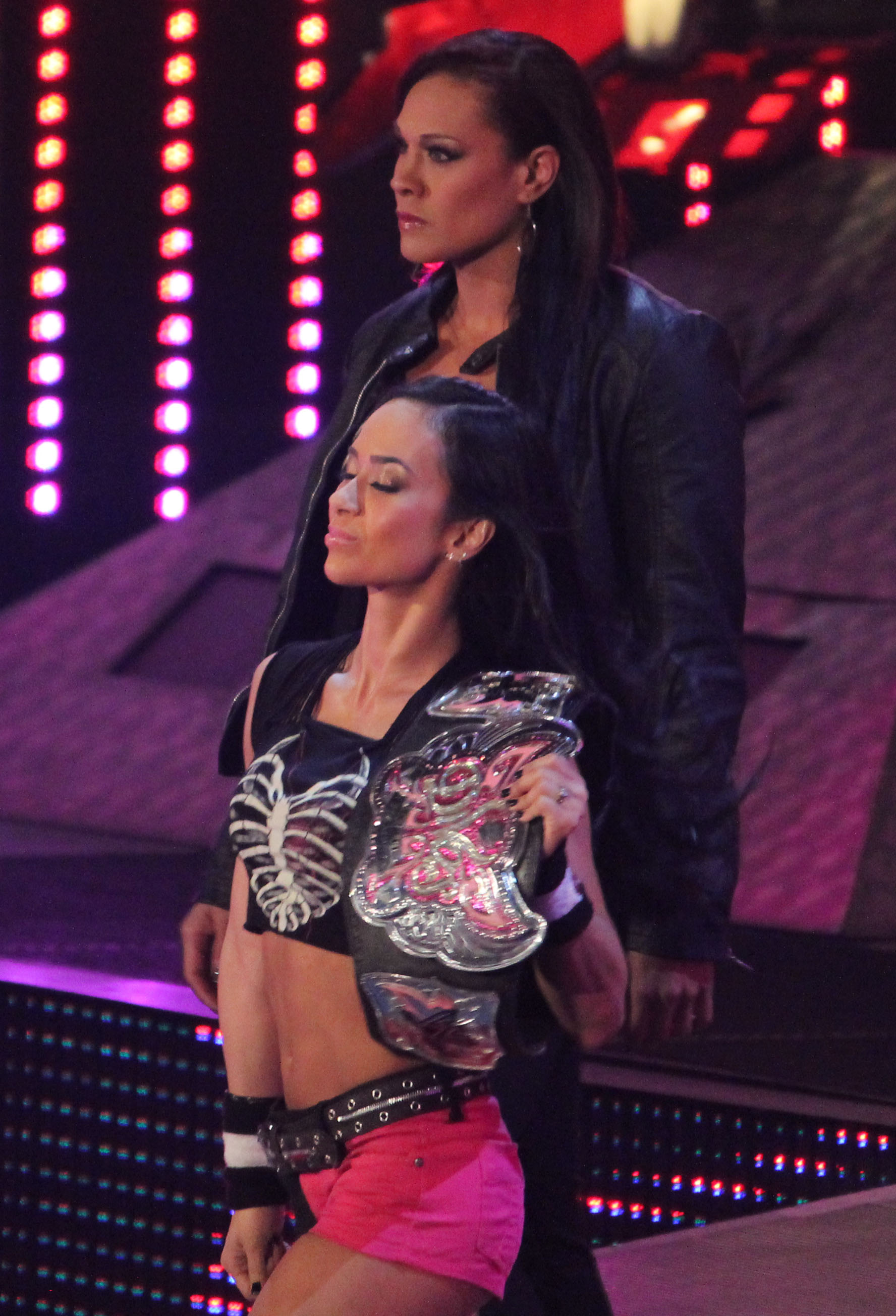
Таміна Снука та Ей Джей рік 2014

Повернення Таміни відбулося 27 вересня на шоу SmackDown, де вона вийшла разом з Ей Джей Лі на її бій проти Кемерон. Вона також допомогла Ей Джей зберегти чемпіонський титул на шоу WWE Battleground, напавши на Ніккі Беллу, і таким чином відвернула увагу Брі Белли, чим скористалася чемпіонка і здобула перемогу. 14 жовтня на шоу RAW Снука здобула перемогу над Брі Беллою, але вже на наступному шоу програла в команді з Ей Джей близнючки Белла. 4 листопада Таміна, Ей Джей і Аксана програли в командному матчі проти Близнючок і Єви Марі. 13 листопада Таміна знову допомогла Ей Джей утримати титул, втрутившись в її поєдинок з Наталією. 18 листопада було оголошено, що Таміна і Ей Джей з ще п'ятьма дівами WWE на шоу Survivor Series будуть брати участь в традиційному командному бою на вибування проти учасниць шоу Total Divas. Незважаючи на перемогу напередодні pay-per-view, команда Таміни програла на шоу Survivor Series, а на наступному шоу RAW вона з Ей Джей і Алісією Фокс програла Близнючкам Белла і Наталії. 23 лютого 2014 року на Elimination Chamber Снука випадково вдарила Ей Джей під час її титульного матчу проти Кемерон, що призвело до дискваліфікації. Це створило напруження між ними та сприяло закінченню їхньої співпраці. Також через Таміну, Ей Джей втратила можливість кинути виклик Пейдж. Таміна Снука виграла бій, щоб стати номером один претендентом на чемпіонат Divas Пейджа. Та в боротьбі з Пейдж за титул на Extreme Rules 4 травня, Таміна Снука програла

### Команда B.A.D. (2015— дотепер)
Для противаги іншим командам, зокрема коменді Bella тріо Таміна, Наомі та Саша Бенкс вирішують створити свою команду B.A.D. (Beautiful and Dangerous). Станом на 1 лютого 2016 року, Саша Банкс оголосила про свій відхід з команди B.A.D. що спровокувало Таміну та Наомі напасти на неї, так офіційно закінчилося їх об'єднання. У кінці березня Таміна та Наомі вклали союз з Ланою, Еммою та Саммер Рей, що призвело до матчу 10-Diva на WrestleMania 32 який команда Таміни програла.

## Особисте життя
Таміна Снука має японське, фиджуйське та самоанська походження. Вона дочка відомого реслера члена Залу Слави WWE Джиммі Снука і його другої дружини Шарон. Її брат Джеймс також реслер, боровся під іменами Джюс та Сім Снука. Таміна розлучена з 2003 року і має двох дочок, Міланету і Малеату.

## Акторська кар'єра
Рейхер дебютувала в кіно, знявшись разом зі своїм двоюрідним братом Двейном Джонсоном у фільмі «Геркулес».

## У реслінгу
- Фінішер
  - Superfly Splash

- Улюблені прийоми
  - Chinlock
  - Headbutt, usually while jumping
  - Powerbomb
  - Pumphandle slam
  - Samoan drop
  - Savate kick
  - Snap suplex
  - Vertical suplex

### Менеджери
- Роза Мендес
- Алісія Фокс

### Музичні теми
- «Get Up» від Extreme Music
- «Alga» від Джима Джонсона
- «Never Make It Without You (Instrumental)» від Fifth Floor
- «So Close Now» від David Dallas
- «Tropical Storm» від Джима Джонсона
- «Let's Light It Up» від Kari Kimmel

## Титули й нагороди
- Pro Wrestling Illustrated
  - PWI ставить її #19 з топ 50 найкращих реслерок у 2012 році.
- Wrestling Observer Newsletter